# Mohamed Abarhoun
Mohamed Abarhoun (en arabe : محمد أبرهون), né le 5 mai 1989 à Tétouan (Maroc) et mort le 2 décembre 2020 à Istanbul (Turquie), est un footballeur international marocain jouant au poste de défenseur entre 2009 et 2020.
Abarhoun est considéré comme l'un des joueurs les plus importants de l'histoire du Moghreb Athletic Tetouan. En 2017, il rejoint l'Europe et signe au Moreirense FC. Deux ans plus tard, Abarhoun s'engage au Çaykur Rizespor. 
Atteint d'un cancer de l'estomac, Abarhoun meurt en décembre 2020, âgé de 31 ans. Au cours de ses onze ans de carrière, il dispute plus de 260 matchs et inscrit 13 buts. Abarhoun porte à sept reprises le maillot des Lions de l'Atlas, de 2013 à 2014.

## Biographie

### Débuts au Moghreb Tétouan
Formé au Moghreb de Tétouan, il passe par le Chabab Rif Al Hoceima en 2009-2010 sous forme de prêt, pour cause de sa non titularisation au Moghreb de Tétouan. Il revient lors de la saison 2010-2011 et joue neuf matchs. Lors de la saison 2011-2012, il remporte le championnat du Maroc et joue toute la saison en tant que titulaire aux côtés de Mourtada Fall.
Il est sélectionné pour la première fois en équipe olympique du Maroc en 2010. Il est finaliste du Championnat d'Afrique des nations des moins de 23 ans et aide le Maroc à se qualifier aux Jeux olympiques de 2012. En juillet 2012, il est sélectionné par Pim Verbeek pour disputer les phases finales de ces Jeux olympiques et est titulaire lors des trois matchs du premier tour avec de bonnes prestations.

### Moreirense FC
Abarhoun rejoint le Moreirense FC en 2017. Il débute le 30 juillet 2017 en Coupe de la Ligue contre le Desportivo Aves. Le mois suivant, Abarhoun joue son premier match de Liga NOS face au Vitória Setúbal. Le 10 septembre 2017, il ouvre le score de la tête contre Estoril pour la première victoire en championnat de la saison. Cependant, Moreirense lutte pour sa survie dans l'élite et joue le maintien tout au long de la saison, échappant à la relégation de deux points.

### Rizespor
Au mercato d'hiver 2019, Abarhoun signe au club turc du Çaykur Rizespor. Deux jours après son arrivée, il participe à son premier match de Süper Lig contre le Kasımpaşa SK. Le 8 avril, Abarhoun inscrit son premier but en championnat mais le Rizespor s'incline lourdement 2-7 contre le Beşiktaş. Il termine sa demi-saison turque avec 16 matchs disputés pour un but.
Abarhoun entame la saison 2019-2020 comme titulaire et joue 16 matchs de championnat sur 17 possibles lors de la phase aller. Le 9 novembre 2019, il offre la victoire aux siens contre l'Antalyaspor, rival direct (1-0). Le Marocain récidive le 29 décembre en marquant de la tête lors d'une défaite à domicile 1-2 face au Fenerbahçe. Toutefois, des problèmes gastriques l'éloignent des terrains durant la phase retour ; le défenseur disputant son dernier match le 24 février 2020 contre l'Istanbul Başakşehir. Malgré le report de la saison de quelques mois en raison de la pandémie de Covid-19, Abarhoun ne peut pas reprendre le football. 

### Maladie et décès
En février 2020, à la suite d'examens passés, Abarhoun apprend qu'il est atteint d'un cancer de l'estomac mais ne le révèle publiquement qu'en septembre. Libéré par le Rizespor à la fin de la saison, il bénéficie d'un soutien financier de la part du club pour soigner sa maladie. Au mois d'octobre 2020, le défenseur affirme se sentir mieux et espérer reprendre le football. Le 2 décembre 2020, son décès est annoncé par le Rizespor par un communiqué officiel : « Nous avons appris avec tristesse la nouvelle du décès de notre ancien footballeur Mohamed Abarhoun, qui a reçu un traitement depuis un moment. » Il meurt dans un hôpital d'Istanbul à l'âge de 31 ans à la suite d'une hémorragie digestive,.

### Vie privée
Mohamed Abarhoun était un musulman pratiquant, faisant ses cinq prières par jour selon son coéquipier Mustafa Saymak. Mohamed Abarhoun était marié avec une Néerlando-Marocaine originaire de Veenendaal aux Pays-Bas et était le père de deux fillettes.

## Statistiques

### En club
| Saison                | Club                  | Championnat           | Championnat | Championnat | Championnat | Coupe(s) nationale(s) | Coupe(s) nationale(s) | Coupe(s) nationale(s) | Supercoupe | Supercoupe | Supercoupe | Compétition(s) continentale(s) | Compétition(s) continentale(s) | Compétition(s) continentale(s) | Compétition(s) continentale(s) | Plays-off | Plays-off | Plays-off | Maroc | Maroc | Maroc | Total | Total | Total |
| Saison                | Club                  | Division              | M.          | B.          | P.d.        | M.                    | B.                    | P.d.                  | M.         | B.         | P.d.       | Comp.                          | M.                             | B.                             | P.d.                           | M.        | B.        | P.d.      | M.    | B.    | P.d.  | M.    | B.    | P.d.  |
| 2010-2011             | MA Tétouan            | Botola Pro            | 9           | 0           | 0           | 0                     | 0                     | 0                     | -          | -          | -          | -                              | -                              | -                              | -                              | -         | -         | -         | -     | -     | -     | 9     | 0     | 0     |
| 2011-2012             | MA Tétouan            | Botola Pro            | 23          | 0           | 0           | 0                     | 0                     | 0                     | -          | -          | -          | -                              | -                              | -                              | -                              | -         | -         | -         | -     | -     | -     | 23    | 0     | 0     |
| 2012-2013             | MA Tétouan            | Botola Pro            | 26          | 1           | 0           | 0                     | 0                     | 0                     | -          | -          | -          | -                              | -                              | -                              | -                              | -         | -         | -         | 1     | 0     | 0     | 27    | 1     | 0     |
| 2013-2014             | MA Tétouan            | Botola Pro            | 26          | 1           | 0           | 0                     | 0                     | 0                     | -          | -          | -          | -                              | -                              | -                              | -                              | -         | -         | -         | 5     | 0     | 0     | 31    | 1     | 0     |
| 2014-2015             | MA Tétouan            | Botola Pro            | 26          | 1           | 0           | 0                     | 0                     | 0                     | -          | -          | -          | C3                             | 8                              | 1                              | 0                              | -         | -         | -         | 1     | 0     | 0     | 35    | 2     | 0     |
| 2015-2016             | MA Tétouan            | Botola Pro            | 27          | 2           | 1           | 2                     | 0                     | 0                     | -          | -          | -          | C3                             | 3                              | 0                              | 0                              | -         | -         | -         | -     | -     | -     | 32    | 2     | 1     |
| 2016-2017             | MA Tétouan            | Botola Pro            | 28          | 2           | 0           | 0                     | 0                     | 0                     | -          | -          | -          | -                              | -                              | -                              | -                              | -         | -         | -         | -     | -     | -     | 28    | 2     | 0     |
| Sous-total            | Sous-total            | Sous-total            | 155         | 7           | 1           | 2                     | 0                     | 0                     | -          | -          | -          | -                              | 11                             | 1                              | 0                              | -         | -         | -         | 7     | 0     | 0     | 175   | 8     | 1     |
| 2017-2018             | Moreirense FC         | Liga NOS              | 23          | 1           | 0           | 6                     | 1                     | 0                     | -          | -          | -          | -                              | -                              | -                              | -                              | -         | -         | -         | -     | -     | -     | 29    | 2     | 0     |
| 2018-2019             | Moreirense FC         | Liga NOS              | 14          | 0           | 0           | 3                     | 0                     | 0                     | -          | -          | -          | -                              | -                              | -                              | -                              | -         | -         | -         | -     | -     | -     | 17    | 0     | 0     |
| Sous-total            | Sous-total            | Sous-total            | 37          | 1           | 0           | 9                     | 1                     | 0                     | -          | -          | -          | -                              | -                              | -                              | -                              | -         | -         | -         | -     | -     | -     | 46    | 2     | 0     |
| 2018-2019             | Çaykur Rizespor       | Süper Lig             | 16          | 1           | 0           | -                     | -                     | -                     | -          | -          | -          | -                              | -                              | -                              | -                              | -         | -         | -         | -     | -     | -     | 16    | 1     | 0     |
| 2019-2020             | Çaykur Rizespor       | Süper Lig             | 20          | 2           | 0           | 1                     | 0                     | 0                     | -          | -          | -          | -                              | -                              | -                              | -                              | -         | -         | -         | -     | -     | -     | 21    | 2     | 0     |
| Sous-total            | Sous-total            | Sous-total            | 36          | 3           | 0           | 1                     | 0                     | 0                     | -          | -          | -          | -                              | -                              | -                              | -                              | -         | -         | -         | -     | -     | -     | 37    | 3     | 0     |
| Total sur la carrière | Total sur la carrière | Total sur la carrière | 238         | 11          | 1           | 12                    | 1                     | 0                     | -          | -          | -          | -                              | 11                             | 1                              | 0                              | -         | -         | -         | 7     | 0     | 0     | 268   | 13    | 1     |

### En sélection
| 0 | Date             | Lieu                              | Adversaire      | Score       | Compétition      | Statut    | Notes               |
| - | ---------------- | --------------------------------- | --------------- | ----------- | ---------------- | --------- | ------------------- |
| 1 | 6 juillet 2013   | Stade olympique de Sousse, Sousse | Tunisie A'      | 1 - 1       | Qual. CHAN 2014  | Titulaire | Expulsé ( 10e, 77e) |
| 2 | 12 janvier 2014  | Athlone Stadium, Le Cap           | Zimbabwe A'     | 0 - 0       | CHAN 2014        | Titulaire |                     |
| 3 | 16 janvier 2014  | Athlone Stadium, Le Cap           | Burkina Faso A' | 1 - 1       | CHAN 2014        | Titulaire |                     |
| 4 | 20 janvier 2014  | Cape Town Stadium, Le Cap         | Ouganda A'      | 3 - 1       | CHAN 2014        | Titulaire |                     |
| 5 | 25 janvier 2014  | Cape Town Stadium, Le Cap         | Nigeria A'      | 3 - 4 a. p. | 1/4 f. CHAN 2014 | Titulaire |                     |
| 6 | 5 mars 2014      | Stade de Marrakech, Marrakech     | Gabon           | 1 - 1       | Amical           | Titulaire |                     |
| 7 | 7 septembre 2014 | Stade de Marrakech, Marrakech     | Libye           | 3 - 0       | Amical           | Titulaire |                     |

## Hommages
- Le 4 décembre 2020, deux jours après le décès de Mohamed Abarhoun, le président du Moghreb de Tétouan Redouan Ghazi et la ville de Tétouan annonce que le Stade Saniat-Rmel sera renommé le Stade Mohamed Abarhoun[10].

## Palmarès

### En club
Mohamed Abarhoun commence sa carrière avec le plus de titres remportés dans sa carrière. Il est deux fois champion du Maroc, notamment en 2012 et 2014 avec le club de sa ville natale, le Moghreb de Tétouan.
 Moghreb de Tétouan
- Championnat du Maroc
  - Champion en 2012 et 2014

### En sélection
Mohamed Abarhoun prend part à la CAN des olympiques en 2011 et atteint la finale, permettant de se qualifier aux Jeux olympiques d'été de 2012, compétition à laquelle il est éliminé au premier tour.
 Maroc U-23
- Championnat d'Afrique des nations des moins de 23 ans
  - Finaliste en 2011